# Can't Hold Me Down
Can't Hold Me Down är Martin Almgrens debutalbum, det släpptes den 14 december 2015. Albumet är 33 minuter och 58 sekunder långt.

## Låtar
| Nr           | Titel                           | Längd |
| ------------ | ------------------------------- | ----- |
| 1.           | Can't Hold Me Down              | 3:12  |
| 2.           | The Best You Can Is Good Enough | 3:09  |
| 3.           | Higher And Higher               | 3:00  |
| 4.           | Hello                           | 4:45  |
| 5.           | Bad Day                         | 3:42  |
| 6.           | Some Nights                     | 4:08  |
| 7.           | I Won't Give Up                 | 4:24  |
| 8.           | Hold Back The River             | 3:44  |
| 9.           | Soldier                         | 3:36  |
| 10.          | The Cave                        | 3:18  |
| Total längd: | Total längd:                    | 33:58 |